# 樞機紅
樞機紅（英語：Cardinal）是紅色之一，得名自天主教會樞機的衣服颜色，但实际上衣服的颜色是猩红色。北美紅雀也以此颜色为名。
樞機紅是斯坦福大学、麻省理工学院、布朗大學、维思大学、南加州大學和卡內基梅隆大學的學校代表顏色。

## 其它顏色系統
對應Pantone匹配的系統（PMS）顏色是200。
網頁顏色模式網安全版本會是#CC2233。